# Stiepan Akimow
Stiepan Dmitriewicz Akimow (ros.) Степан Дмитриевич Акимов (ur. 30 grudnia 1895?/11 stycznia 1896 w Chanczewce, zm. 29 października 1941 koło wsi Gołodjewka) – rosyjski i radziecki wojskowy, generał porucznik.

## Życiorys
Urodził się we wsi Chanczewka w obwodzie pskowskim.
W 1916 roku powołany do armii carskiej, brał udział w I wojnie światowej, osiągnął stopień chorążego.
W 1918 roku wstąpił do Armii Czerwonej. Brał udział w walkach przeciwko wojskom gen. Judenicza i Denikina. Był kolejno dowódcą plutonu, kompanii, a następnie dowódcą batalionu 1 Brygady Kursantów Kursu Dowódców Piechoty w Peterhofie. Kurs ten ukończył w 1919 roku.
Po zakończeniu wojny domowej w latach 1921 – 1937 pełnił kolejno funkcje dowódcy kompanii, batalionu i pułku. W 1929 roku ukończył strzelecko-taktyczny kurs doskonalący dowódców Armii Czerwonej „Wystrieł”. W 1937 roku został dowódcą 58 Dywizji Strzeleckiej, a w 1938 roku dowódcą 23 Korpusu Strzeleckiego Zakaukaskiego Okręgu Wojskowego.
Jako dowódca 23 Korpusu w składzie 13 Armii od  25 stycznia do 13 marca 1940 roku wziął udział w wojnie radziecko-fińskiej.
W grudniu 1940 roku został inspektorem piechoty w Nadbałtyckim Specjalnym Okręgu Wojskowym.
Po ataku Niemiec na ZSRR został zastępcą dowódcy Frontu Północno-Zachodniego, a następnie dowódcą samodzielnej grupy wojsk, której zadaniem była obrona miasta Dyneburg i uniemożliwienia sforsowania przez wojska niemieckie rzeki Dźwiny. Wobec jednak przewagi przeciwnika grupa została rozbita i nie wykonała swojego zadania.
Pomimo tych niepowodzeń na początku sierpnia 1941 roku został dowódcą nowo utworzonej 48 Armii, która powstała na bazie Nowogrodzkiej Armijnej Grupy Wojsk. Armia ta prowadziła walki obronne na dalekich przedpolach Leningradu w składzie Frontu Północnego. W końcu sierpniu 1940 roku przekazał dowództwo armii i został skierowany na specjalny kurs w Akademia Sztabu Generalnego im. K. J. Woroszyłowa.
W październiku 1941 roku uczestniczył w formowaniu 113 Dywizji Strzeleckiej, a w dniu 10 października 1941 roku został wyznaczony na dowódcę 43 Armii, lecz z powodu choroby ostatecznie nie objął dowodzenia tą armią.
W dniu 29 października 1941 roku zginął w katastrofie lotniczej w rejonie wsi Gołodjewka w obwodzie penzeńskim w czasie ewakuacji z Moskwy do szpitala w Kujbyszewie.

## Awanse
- komkor
- generał porucznik (4 czerwca 1940)

## Odznaczenia
- Order Lenina
- Order Czerwonego Sztandaru (dwukrotnie)
- Order Czerwonej Gwiazdy
- Medal XX-lecia Armii Czerwonej